# Curba Martin

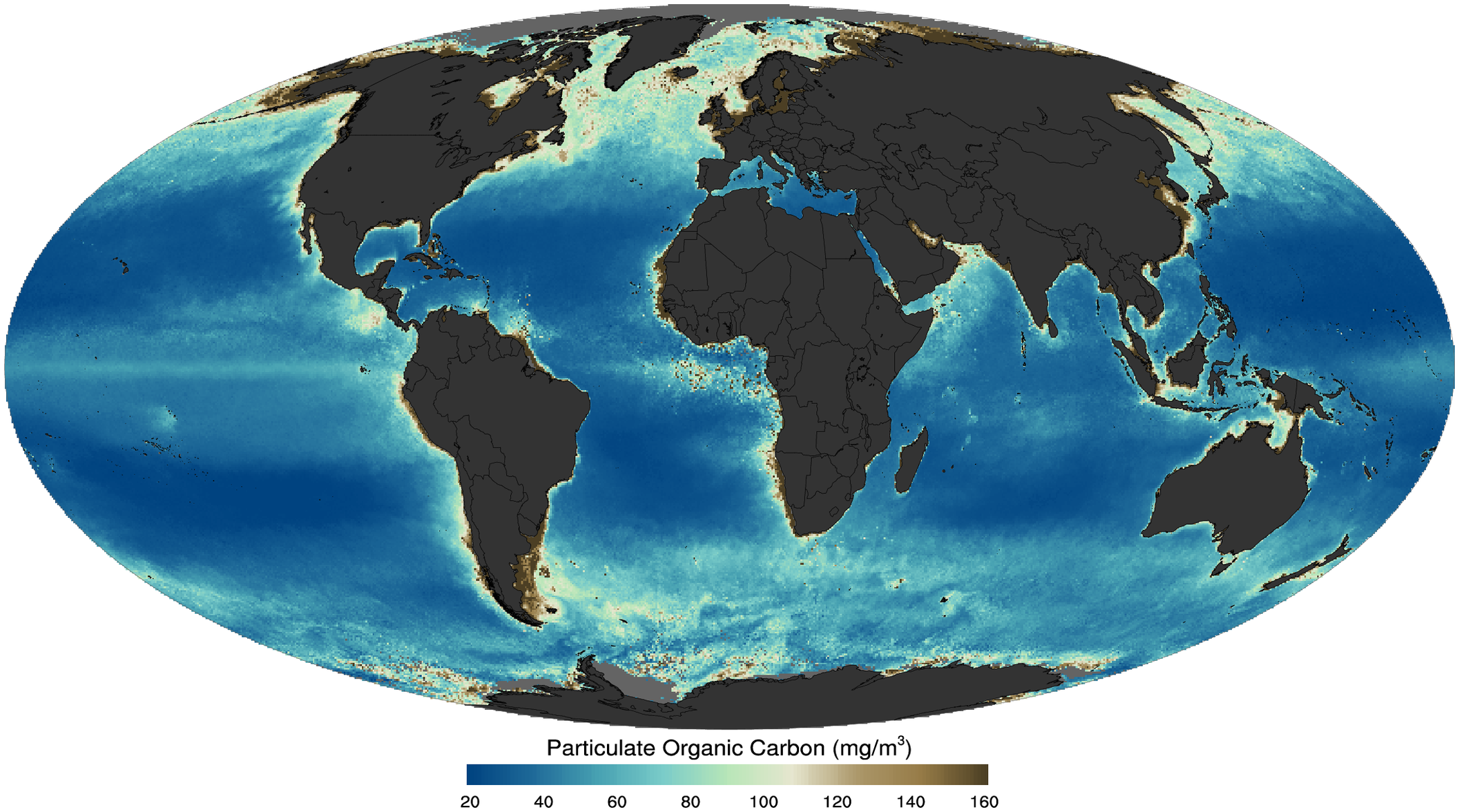
Concentrațiile de suprafață ale materiei organice în particule (POM)
așa cum au fost în 2011

Curba Martin este o lege de putere utilizată de oceanografi pentru a descrie exportul de carbon organic particulat (POC) către fundul oceanului. Curba este controlată de doi parametri: adâncimea de referință în coloana de apă și un parametru de remineralizare, care reprezintă o măsură a ratei la care se atenuează fluxul vertical de POC. Aceasta poartă numele oceanografului american John Martin.
Curba Martin a fost utilizată în studiul ciclului carbonului oceanic și a contribuit la înțelegerea rolului oceanului în reglarea concentrației de CO2 din atmosferă.

## Context

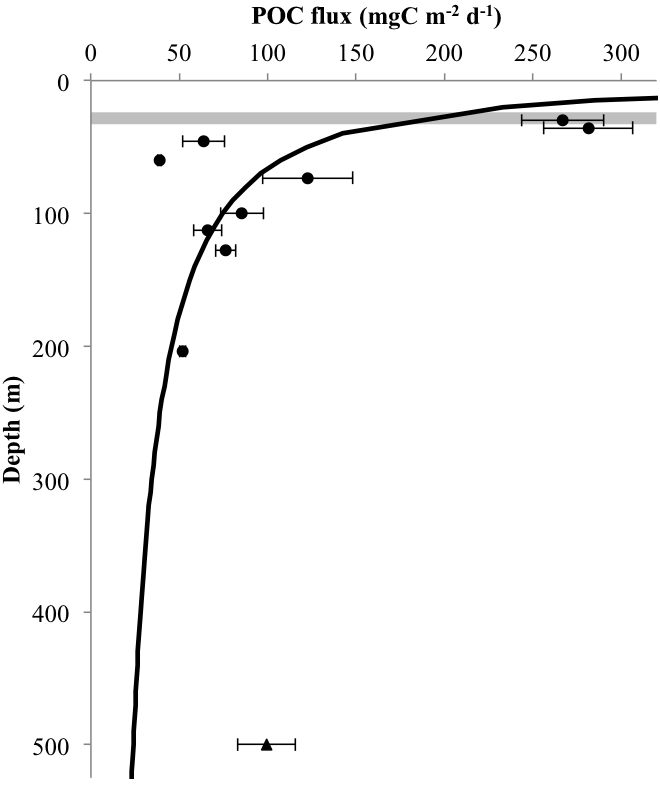
Fluxul de POC în funcție de adâncime

Dinamica bazinului de carbon organic sub formă de particule (POC) din ocean este esențială pentru ciclul carbonului marin. POC reprezintă legătura dintre producția primară de la suprafață, oceanul adânc și sedimentele marine. Rata la care POC este degradat în adâncurile oceanului poate influența concentrația de CO2 din atmosferă.
Pompa biologică de carbon (BCP) este un mecanism crucial prin care CO2 atmosferic este absorbit de ocean și transportat în interiorul acestuia. Fără BCP, concentrația atmosferică de CO2 din perioada preindustrială (~280 ppm) ar fi crescut la ~460 ppm. În prezent, fluxul de particule de carbon organic (POC) din stratul de suprafață al oceanului către interiorul acestuia este estimat la 4–13 Pg-C pe an-1. Pentru a evalua eficiența BCP, este necesar să se cuantifice atenuarea verticală a fluxului POC în funcție de adâncime, deoarece cu cât POC este transportat mai adânc, cu atât mai mult timp CO2 va fi izolat de atmosferă. Astfel, o creștere a eficienței BCP are potențialul de a provoca o creștere a sechestrării carbonului oceanic din CO2 atmosferic, ceea ce ar duce la un feedback negativ asupra încălzirii globale. Diferiți cercetători au investigat atenuarea verticală a fluxului POC încă din anii 1980.
În 1987, Martin et al. au propus următoarea funcție de lege de putere pentru a descrie atenuarea fluxului POC:
{\displaystyle F_{z}=F_{100}\left({\frac {z}{100}}\right)^{-b}}                  (1)
unde z este adâncimea apei (m), iar Fz și F100 sunt fluxurile de POC la adâncimi de z metri și, respectiv, 100 de metri. Deși au fost propuse și validate și alte funcții, cum ar fi o curbă exponențială, această funcție de tip lege de putere, cunoscută în mod obișnuit sub numele de „curba Martin”, a fost utilizată foarte frecvent în discuțiile privind pompa biologică de carbon (BCP). Exponentul b din această ecuație a fost utilizat ca indice al eficienței BCP: cu cât exponentul b este mai mare, cu atât rata de atenuare verticală a fluxului POC este mai mare și eficiența BCP este mai mică. În plus, simulările numerice au arătat că o modificare a valorii lui b ar schimba semnificativ concentrația de CO2 din atmosferă.
Ulterior, alți cercetători au derivat profiluri alternative de remineralizare din ipoteze privind degradabilitatea particulelor și viteza de scufundare. Cu toate acestea, curba Martin a devenit omniprezentă ca model care presupune că materia organică care se scufundă mai lent și/sau mai labilă se epuizează preferențial în apropierea suprafeței, ceea ce duce la o creștere a vitezei de scufundare și/sau a timpului de remineralizare odată cu adâncimea.
Curba Martin poate fi exprimată într-un mod ceva mai general astfel:
{\displaystyle f_{p}{(z)}=C_{p}z^{-b}}
unde fp (z) este fracțiunea fluxului de materie organică sub formă de particule dintr-un strat productiv din apropierea suprafeței  care se scufundă prin orizontul de adâncime z [m], Cp [mb] este un coeficient de scalare, iar b este un exponent nondimensional care controlează modul în care fp scade cu adâncimea. Ecuația este adesea normalizată la o adâncime de referință zo, dar acest parametru poate fi ușor inclus în Cp.

## Rata de atenuare verticală
Rata de atenuare verticală a fluxului de POC depinde foarte mult de viteza de scufundare și de rata de descompunere a POC în coloana de apă. Deoarece POC este labil și are o flotabilitate negativă redusă, acesta trebuie să fie agregat cu materiale relativ grele numite „balast” pentru a se depune gravitațional în ocean. Materialele care pot servi drept balast includ opalul biogenic (denumit în continuare „opal”), CaCO3 și aluminosilicații. În 1993, Ittekkot a emis ipoteza că scăderea drastică de la ~280 la ~200 ppm de CO2 atmosferic, care a avut loc în timpul ultimului maxim glaciar, a fost cauzată de o creștere a aportului de praf eolian (balast de aluminosilicați) în ocean, care a întărit pompa biologică de carbon (BCP). În 2002, Klaas și Archer, precum și Francois et al., care au compilat și analizat datele globale ale capcanelor de sedimente, au sugerat că CaCO3, care are cea mai mare densitate dintre posibilele minerale de balast, este la nivel global cel mai important și eficient facilitator al transportului vertical de POC, deoarece eficiența transferului (raportul dintre fluxul de POC din adâncul mării și cel de la baza stratului mixt de suprafață) este mai mare în zonele subtropicale și tropicale unde CaCO3 este o componentă majoră a zăpezii marine.
Vitezele de scufundare raportate ale particulelor bogate în CaCO3 sunt ridicate. Simulările numerice care iau în considerare aceste constatări au indicat că acidificarea viitoare a oceanelor va reduce eficiența BCP prin scăderea calcificării oceanice. În plus, raportul de export de POC (raportul dintre fluxul de POC dintr-un strat superior (o adâncime fixă, cum ar fi 100 de metri, sau zona eufotică sau stratul mixt) și productivitatea primară netă) în zonele subtropicale și tropicale este scăzut, deoarece temperaturile ridicate din stratul superior cresc ratele de descompunere a POC. Rezultatul ar putea fi o eficiență mai mare a transferului și o corelație pozitivă puternică între POC și CaCO3 în aceste zone de latitudine joasă: POC labil, care este mai proaspăt și mai ușor de descompus de către microbi, se descompune în stratul superior, iar POC relativ refractar este transportat în interiorul oceanului în zonele de latitudine joasă.

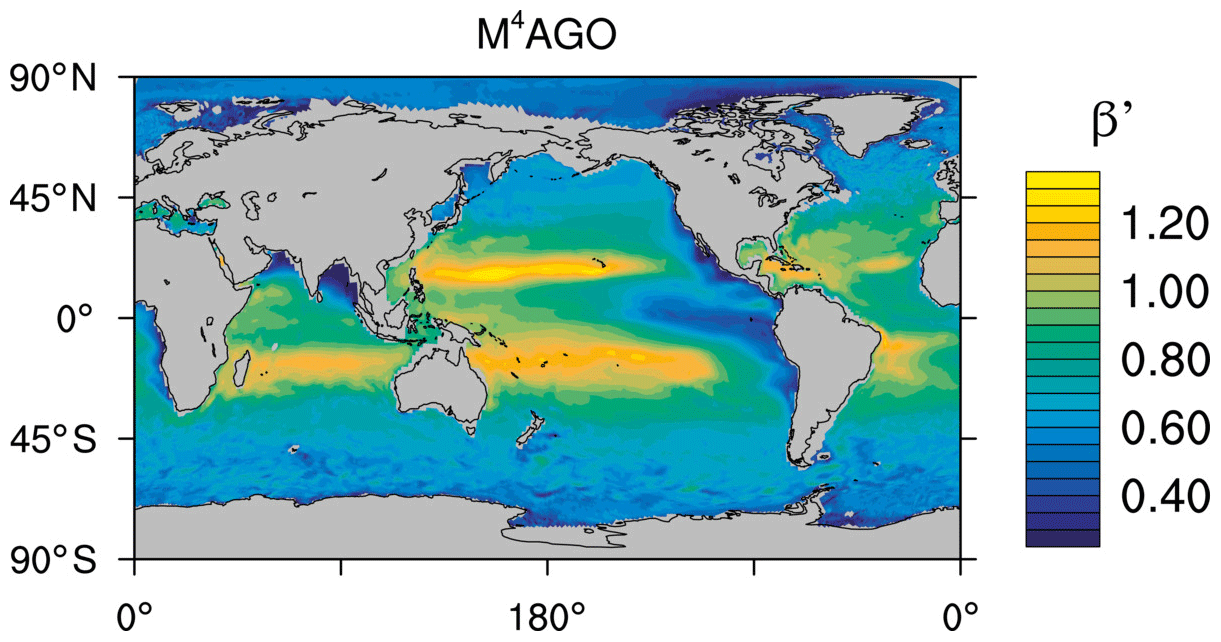
Panta efectivă a curbei lui Martin pentru POC(conform unui model biogeochimic global numit M^{4}AGO)

Pe baza observațiilor care au relevat o creștere semnificativă a fluxurilor de POC în zonele de latitudine înaltă în timpul înfloririi diatomeelor și a faptului că diatomeele sunt mult mai mari decât cocolitoforii Honda și Watanabe au propus în 2010 că opalul, mai degrabă decât CaCO3, este un balast crucial pentru un transport vertical eficient de POC în regiunile subarctice. Weber și alții au raportat în 2016 o corelație negativă puternică între eficiența transferului și fracțiunea de picoplancton din plancton, precum și o eficiență mai mare a transferului în zonele de latitudine înaltă, unde predomină fitoplanctonul mare, cum ar fi diatomeele. De asemenea, au calculat că fracțiunea de CO2 transportată pe verticală care a fost sechestrată în interiorul oceanului timp de cel puțin 100 de ani este mai mare în regiunile de latitudine înaltă (polare și subpolare) decât în regiunile de latitudine joasă.
În schimb, Bach et al. au efectuat în 2019 un experiment în mezocosmos pentru a studia modul în care structura comunității de plancton afectează viteza de scufundare și au raportat că, în timpul perioadelor mai productive, viteza de scufundare a particulelor agregate nu a fost neapărat mai mare, deoarece particulele agregate produse atunci erau foarte pufoase; mai degrabă, viteza de sedimentare a fost mai mare când fitoplanctonul era dominat de celule mici. În 2012, Henson și alții au revizuit datele globale ale capcanelor de sedimente și au raportat că fluxul de POC este corelat negativ cu fluxul de export de opal și necorelat cu fluxul de export de CaCO3.

Zonele din coloana de apă

Factorii cheie care influențează rata de descompunere biologică a POC care se scufundă în coloana de apă sunt temperatura apei și concentrația de oxigen dizolvat (DO): cu cât temperatura apei și concentrația de OD sunt mai scăzute, cu atât rata de respirație biologică este mai lentă și, prin urmare, rata de descompunere a fluxului de POC. De exemplu, în 2015, Marsay și colab. au analizat datele privind fluxul de POC din capcanele de sedimente cu flotabilitate neutră din partea superioară a coloanei de apă de 500 m și au constatat o corelație pozitivă semnificativă între exponentul b din ecuația (1) de mai sus și temperatura apei (adică fluxul de POC a fost atenuat mai rapid atunci când apa era mai caldă). În plus, Bach et al. au constatat că ratele de descompunere a POC sunt ridicate (scăzute) atunci când diatomeele și Synechococcus⁠(d) (alge dăunătoare) sunt fitoplanctonul dominant, din cauza abundenței crescute (scăzute) a zooplanctonului și a creșterii (scăderii) consecvente a presiunii de pășunat.
Utilizând observații radiochimice (observații ale fluxului POC pe bază de 234Th), Pavia et al. au constatat în 2019 că exponentul b al curbei Martin a fost semnificativ mai mic în zona ecuatorială a Pacificului estic cu conținut scăzut de oxigen (hipoxic) decât în alte zone; adică atenuarea verticală a fluxului POC a fost mai mică în zona hipoxică. Aceștia au subliniat faptul că un ocean mai hipoxic în viitor ar duce la o atenuare mai mică a fluxului POC și, prin urmare, la o eficiență crescută a BCP și, prin urmare, ar putea fi un feedback negativ asupra încălzirii globale. McDonnell și alții au raportat în 2015 că transportul vertical de POC este mai eficient în Antarctica, unde viteza de scufundare este mai mare și rata de respirație biologică este mai mică decât în Atlanticul subtropical. Henson și alții au raportat, de asemenea, în 2019, un raport de export ridicat în timpul perioadei de înflorire timpurie, când productivitatea primară este scăzută, și un raport de export scăzut în timpul perioadei de înflorire târzie, când productivitatea primară este ridicată. Aceștia au atribuit raportul de export scăzut în timpul înfloririi târzii presiunii de pășunat exercitate de microzooplancton și bacterii.
În ciuda numeroaselor cercetări efectuate asupra BCP, factorii care guvernează atenuarea verticală a fluxului de POC sunt încă în dezbatere. Observațiile din regiunile subarctice au arătat că eficiența transferului între adâncimile de 1000 și 2000 m este relativ scăzută, iar între fundul zonei eufotice și o adâncime de 1000 m este relativ ridicată. Prin urmare, Marsay et al. au propus în 2015 că curba Martin nu exprimă în mod corespunzător atenuarea verticală a fluxului de POC în toate regiunile și că, în schimb, ar trebui elaborată o ecuație diferită pentru fiecare regiune. Gloege et al. au discutat în 2017 despre parametrizarea atenuării verticale a fluxului de POC și au raportat că atenuarea verticală a fluxului de POC în zona crepusculară (de la baza zonei eufotice până la 1 000 m) poate fi bine parametrizată nu numai printr-un model de lege de putere (curba Martin), ci și printr-un model exponențial  și un model de balast.
Cu toate acestea, modelul exponențial tinde să subestimeze fluxul de POC în zona de la miezul nopții (adâncimi mai mari de 1000 de metri). Cael și Bisson au raportat în 2018 că modelul exponențial (modelul legii puterii) tinde să subestimeze fluxul POC în stratul superior și să îl supraestimeze în stratul de adâncime. Cu toate acestea, capacitățile ambelor modele de a descrie fluxurile de POC au fost comparabile din punct de vedere statistic atunci când au fost aplicate la setul de date privind fluxul de POC din Pacificul de Est care a fost utilizat pentru a propune „curba Martin”. Într-un studiu pe termen lung în Pacificul de nord-est, Smith și alții au observat în 2018 o creștere bruscă a fluxului de POC însoțită de o eficiență de transfer neobișnuit de mare; ei au sugerat că, deoarece curba Martin nu poate exprima o astfel de creștere bruscă, este posibil ca aceasta să subestimeze uneori puterea BCP. În plus, contrar constatărilor anterioare, unele studii au raportat o eficiență de transfer semnificativ mai mare, în special către marea adâncă, în regiunile subtropicale decât în regiunile subarctice. Acest model poate fi atribuit diferențelor mici de temperatură și de concentrație de DO în adâncul mării între regiunile de latitudine înaltă și cele de latitudine joasă, precum și unei viteze de scufundare mai mari în regiunile subtropicale, unde CaCO3 este o componentă majoră a zăpezii marine de adâncime. În plus, este posibil ca POC să fie mai refractar în zonele de latitudine joasă decât în zonele de latitudine înaltă.

## Incertitudinea în pompa biologică
Pompa biologică a oceanului reglează nivelurile de dioxid de carbon atmosferic și clima prin transferul carbonului organic produs la suprafață de către fitoplancton în interiorul oceanului prin intermediul zăpezii marine, unde carbonul organic este consumat și respirat de către microorganismele marine. Acest transport de la suprafață la adâncime este descris, de obicei, printr-o relație de tip lege de putere a concentrației particulelor care se scufundă cu adâncimea. Incertitudinea privind puterea pompei biologice poate fi legată de diferite valori ale variabilelor (incertitudine parametrică) sau de ecuațiile de bază (incertitudine structurală) care descriu exportul de materie organică. În 2021, Lauderdale a evaluat incertitudinea structurală folosind un model de biogeochimie oceanică prin înlocuirea sistematică a șase profiluri alternative de remineralizare potrivite unei curbe de referință a legii puterii. Incertitudinea structurală are o contribuție substanțială, aproximativ o treime în termeni de pCO2 atmosferic, la incertitudinea totală a pompei biologice, subliniind importanța îmbunătățirii caracterizării pompei biologice din observații și a includerii sale mecaniciste în modelele climatice.
Carbonul și nutrienții sunt consumați de fitoplanctonul de la suprafața oceanului în timpul producției primare, ceea ce duce la un flux descendent de materie organică. Această „zăpadă marină” este transformată, respirată și degradată de organismele heterotrofe din apele mai adânci, eliberând în cele din urmă acești constituenți înapoi în formă anorganică dizolvată. Turbulențele oceanice și amestecul turbulent readuc apele de adâncime bogate în resurse înapoi în stratul de suprafață luminat de soare, menținând productivitatea globală a oceanelor. Pompa biologică menține acest gradient vertical de nutrienți prin absorbție, transport vertical și remineralizare a materiei organice, stocând carbonul în adâncurile oceanului, care este izolat de atmosferă la scări temporale de ordinul secolelor și mileniilor, reducând nivelul de CO2 din atmosferă cu câteva sute de microatmosfere. Pompa biologică rezistă la o caracterizare mecanică simplă din cauza complexității proceselor biologice, chimice și fizice implicate, astfel încât soarta carbonului organic exportat este descrisă de obicei cu ajutorul unui profil dependent de adâncime pentru a evalua degradarea particulelor care se scufundă.